# KRTAP12-2
KRTAP12-2 (англ. Keratin associated protein 12-2) – білок, який кодується однойменним геном, розташованим у людей на довгому плечі 21-ї хромосоми. Довжина поліпептидного ланцюга білка становить 146 амінокислот, а молекулярна маса — 14 689.
| 10         |  | 20         |  | 30         |  | 40         |  | 50         |
| ---------- |  | ---------- |  | ---------- |  | ---------- |  | ---------- |
| MCHTSCSSGC |  | QPACCAPSPC |  | QPACCVPSSC |  | QASCCVPVGC |  | QSSVCVPVSF |
| KPAVCLPVSC |  | QSSVCVPMSF |  | KSAVCVPVSC |  | QSSVCVPVSC |  | RPIVCAAPSC |
| QSSLCVPVSC |  | RPVVYAAPSC |  | QSSGCCQPSC |  | TSVLCRPISY |  | SISSCC     |

A: Аланін

C: Цистеїн

F: Фенілаланін

G: Гліцин

H: Гістидин

I: Ізолейцин

K: Лізин

L: Лейцин

M: Метіонін

P: Пролін

Q: Глутамін

R: Аргінін

S: Серин

T: Треонін

V: Валін